# 8915 Sawaishujiro
8915 Sawaishujiro è un asteroide della fascia principale. Scoperto nel 1995, presenta un'orbita caratterizzata da un semiasse maggiore pari a 3,9342888 UA e da un'eccentricità di 0,0507110, inclinata di 3,69003° rispetto all'eclittica.